# 龍生院
龍生院（りゅうしょういん）（高野山弘法寺龍生院〈こうやさんこうぼうじりゅうしょういん〉）は、東京都港区三田二丁目にある高野山真言宗の寺院。

## 概要
宝暦5年（1755年）に創院された。
山号は高野山。本尊は弘法大師である。東京版お遍路「御府内八十八箇所」の寺院の一つ。
納骨堂が、2015年度グッドデザイン賞受賞。

## アクセス
- JR山手線・京浜東北線 田町駅より徒歩15分
- 都営地下鉄三田線・浅草線 三田駅より徒歩12分